# Уиттакер, Стэнли
Стэ́нли Мейс Уи́ттакер (англ. Stanley Mace Whittaker; род. 21 октября 1994, Филадельфия, Пенсильвания, США) — американский профессиональный баскетболист, играющий на позиции разыгрывающего защитника.

## Карьера
Уиттакер начал заниматься баскетболом в 9 классе. Свою студенческую карьеру Стэнли провёл, играя сначала за колледж имени Фрэнка Филлипса, а позже за команду Университета Кайзера, где в последние два сезона был включён в символическую пятёрку Национальной ассоциации межуниверситетского спорта (NAIA).
После окончания студенческой карьеры Уиттакер два года оставался без команды и только в 2019 году подписал с «Ионава» свой первый профессиональный контракт.
В январе 2020 года подписал контракт с «Грац», после того как клубу понадобилось заменить сразу нескольких игроков из-за подозрений в мошенничестве со ставками. Средняя статистика Уиттакера в сезоне 2020/2021 составила 21,5 очка и 8 передач. Помимо того, что он стал лучшим снайпером лиги, он также был капитаном своей команды.

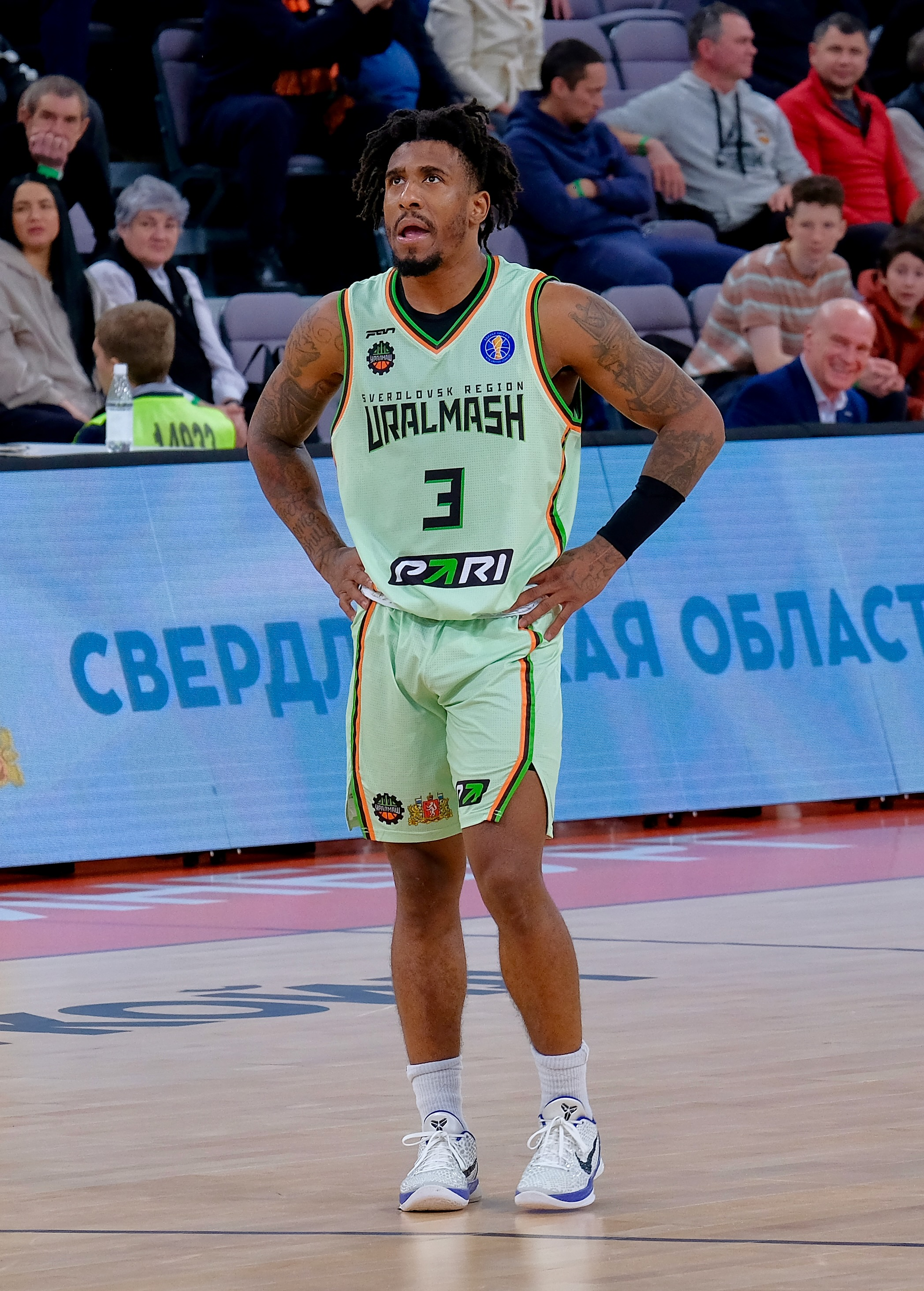
В составе БК «Уралмаш» (2024)

В августе 2021 года Стэнли присоединился к «Карлсруэ Лайонс». В этой команде он вновь проявил себя как сильный игрок, набирая в среднем за игру 22,3 очка и 6,6 передач.
В июне 2022 года Уиттакер перешёл в «С.Оливер». По итогу сезона 2022/2023 Стэнли попал во вторую символическую пятёрку чемпионата Германии и стал лучшим снайпером своей команды, набирая в среднем 18 очков и 5,1 передач за игру.
В июне 2023 года подписал контракт с «Динамо» (Сассари). За команду провёл 10 матчей в чемпионате Италии и 5 матчей в Лиге чемпионов. Средняя статистика во втором турнире составила 9 очков и 4,2 передач.
В декабре 2023 года Уиттакер стал игроком «Уралмаша». По ходу сезона средняя статистика Стэнли составила 14,2 очка и 5,6 передач за игру. В мае 2024 года продлил контракт с клубом. 18 января 2025 года в матче против «Пари НН» Уиттакер получил травму задней поверхности бедра, из-за которой пропустит около четырёх недель.
В феврале 2025 года Стэнли принял решение уйти из «Уралмаша» и перейти в другой российский клуб — «Парму». В составе «Пармы» принял участие в плей-офф Единой лиги ВТБ, где «Парма» в первом раунде уступила «Зениту».
Летом 2025 года перешёл в турецкий «Петким Спор».

## Достижения
- Бронзовый призёр Кубка России: 2023/2024